# Beninga

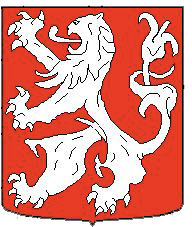
Wappen der Beninga

Die Beninga waren eines der ältesten und angesehensten ostfriesischen Häuptlingsgeschlechter. Die Familie der Beninga starb mit der Dornumer Linie im frühen 18. Jahrhundert im Mannesstamm aus.

## Geschichte

### Beninga zu Wirdum und Grimersum
Ihren Sitz hatte die Familie zunächst auf der Beningaburg in Wirdum. Diese wurde 1426 durch die Hamburger zerstört. Die Familie verlegte daraufhin ihren Wohnsitz nach Grimersum, wo eine neue Burg erbaut wurde; die alte Burg Grimersum war schon im Jahr 1379 zerstört worden. Eine weitere Beningaburg in Grimersum ist an der Langwurt nachweisbar; sie ist erst spätmittelalterlich, und zwar an dieser Stelle erbaut, nachdem der alte Stammsitz der Beninga zerstört worden war.
Berühmtester Spross der Familie war der friesische Geschichtsschreiber Eggerik Beninga (1490–1562), begraben in der Kirche von Grimersum, der einer Linie der letzten Erbtochter, Heberich Beninga, des letzten Häuptlings der Familie entstammte; sie heiratete Imel Allena. Aus dieser Verbindung stammt Aild, Propst in Hinte, der den Familiennamen seiner Mutter annahm. Der Name Beninga ist bis heute als Familienname in Ostfriesland verbreitet.

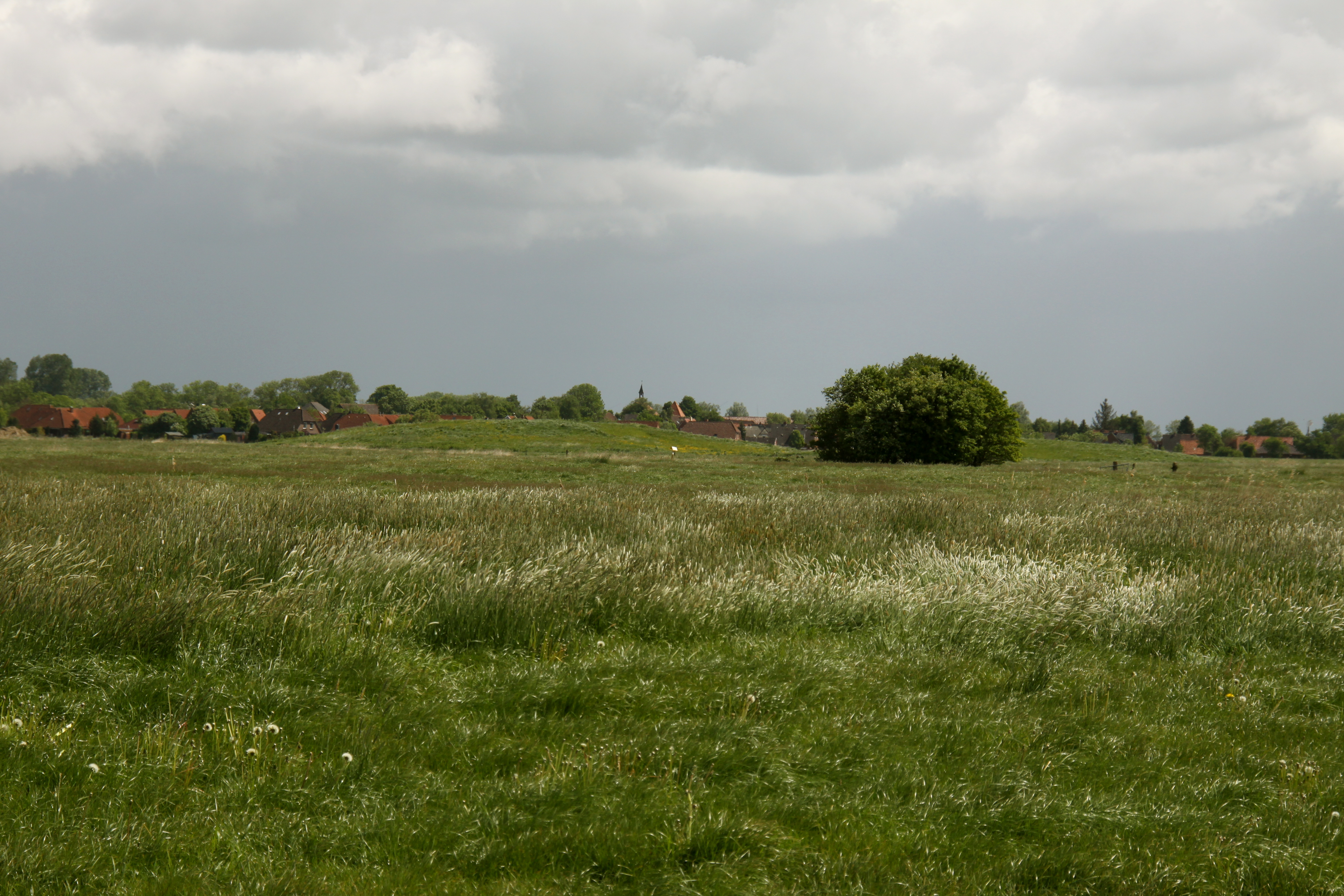
Die beiden Warften der ehemaligen Beningaburg Wirdum
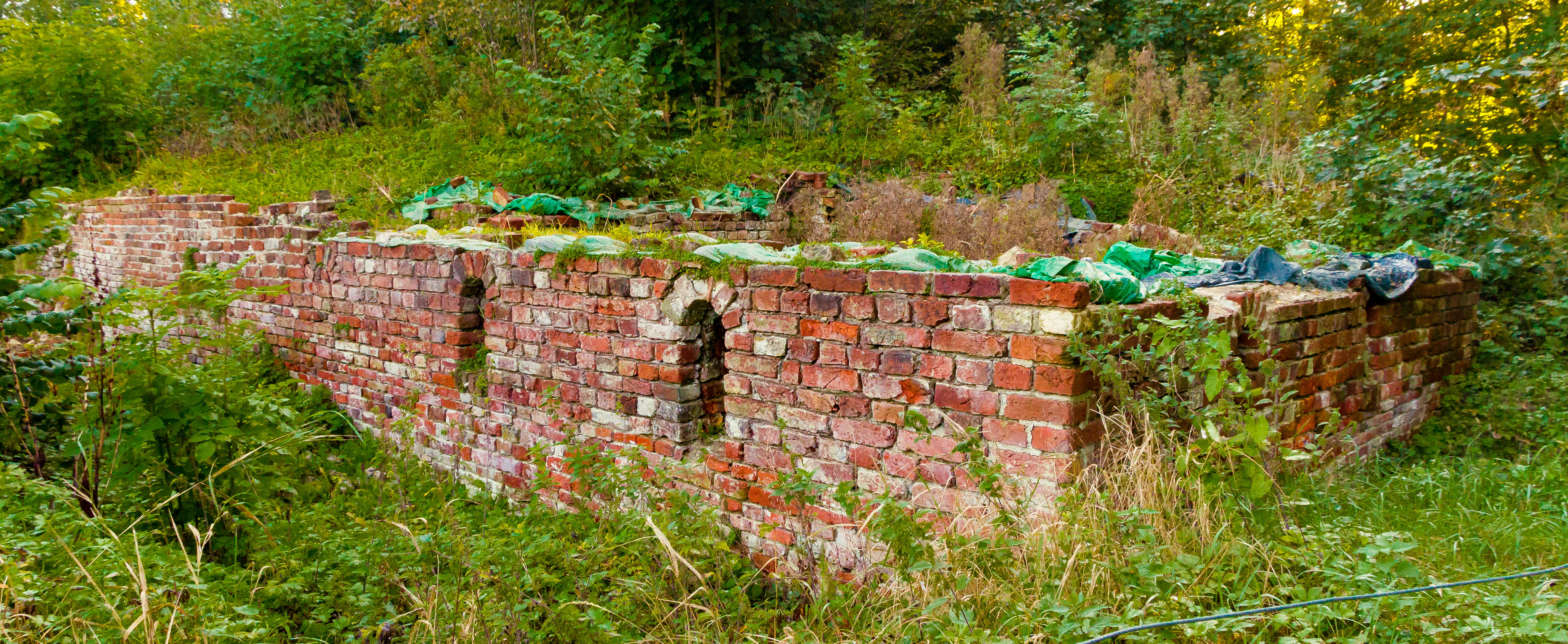
Reste der Osterburg Grimersum

### Beninga zu Groothusen

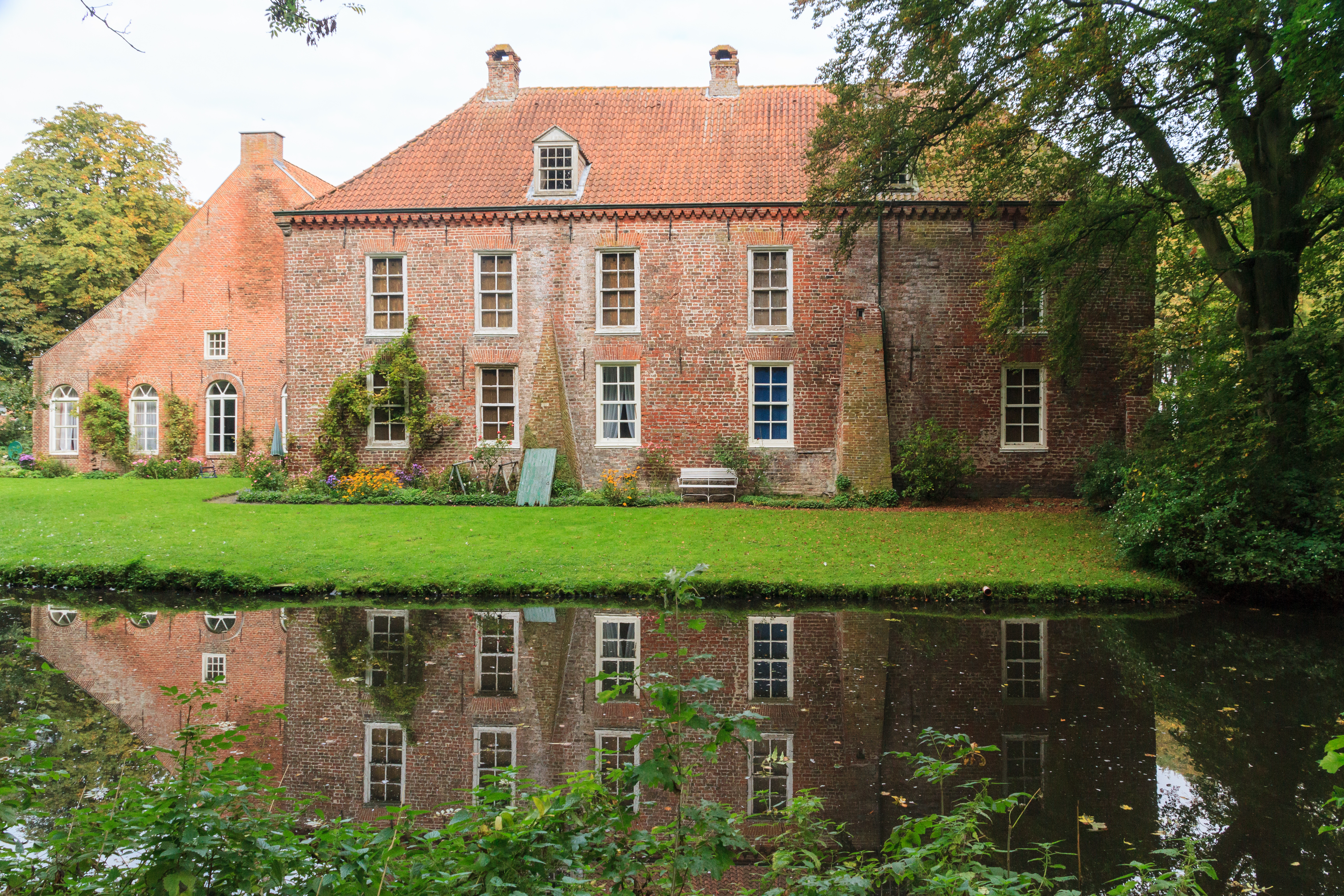
Die Osterburg (Groothusen)

Die Oster-, Middel- und Westerburg zu Groothusen kamen im frühen 15. Jahrhundert durch Erbschaft an die Beninga. Die Middelsteburg hatte der Häuptling Udo Tiadekana bereits in der zweiten Hälfte des 14. Jahrhunderts erbaut. Die Westerburg wurde 1435 durch die Hamburger zerstört. Mit dem Wiederaufbau der Westerburg wurde 1452 nach der Rückkehr des Häuptlings Redward II. Haitadisna Beninga begonnen. Dessen Tochter Tiada Beninga (1425–1483) erbte aus der Visquarder Tiadekanalinie auch die Osterburgstelle. Mit den beiden Burgen ihres Vaters waren 1465 alle drei Burgen in der Hand der Beninga. 
Nur die Osterburg – um 1490 neu errichtet – blieb bis heute erhalten. Die Osterburg kam nach 1516 durch die Heirat einer Nomna Beninga von Groothusen (1490–1560) an Wiard Meckena von Jemgum. Die Burg vererbte sich bis heute durch verschiedene Familien stets weiter. Die jetzige Besitzerfamilie Kempe sieht auf eine weit über 500-jährige Eigentümerkontinuität zurück. Die Ahnengalerie zeigt Porträts aus fünf Jahrhunderten.

### Beninga zu Dornum

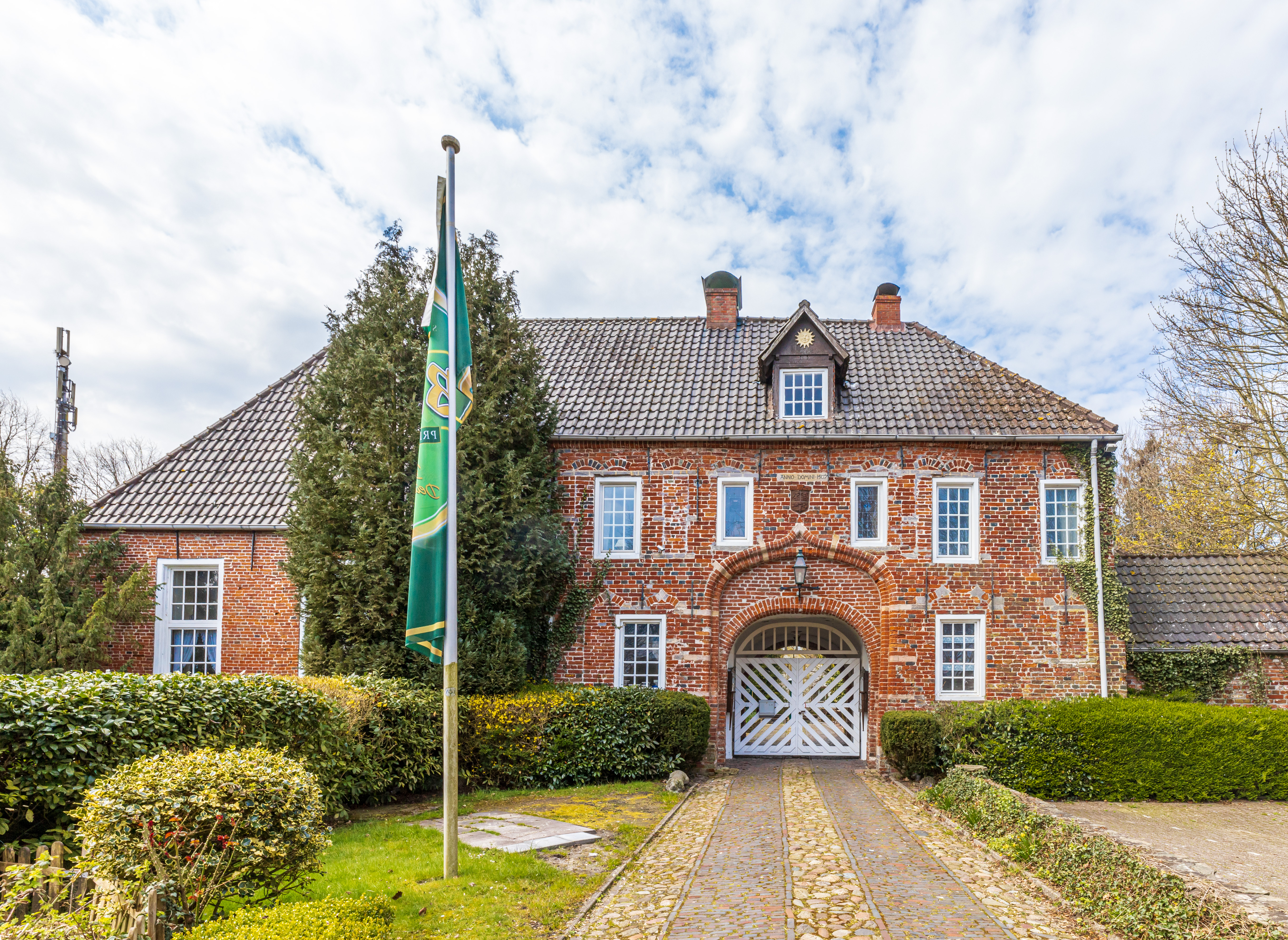
Die Beningaburg in Dornum

Auch in Dornum gab es um 1400 drei Häuptlingsburgen, die Westerburg, Norderburg und die Osterburg – die spätere Beningaburg. Letztere fiel um 1545 von Remmer Kankena an seine Schwester Nona, die mit Folkmar I. Beninga von Grimersum vermählt war. Im Jahr 1512 starben beide an der Pest. Deren Sohn Garrelt, der 1533 Cäcilie von Closter heiratete, folgte als neuer Besitzer, starb aber bereits 1546. Sein Sohn Folkmar II. Beninga († 1572) erbte den Dornumer Besitz. Die Dornumer Linie der Familie Beninga prägte fast 200 Jahre – bis 1717 – die Geschichte der Burg. Die Nachfolge trat die Familie Lantzius-Beninga an.

### Lantzius-Beninga
Der letzte männliche Beninga aus der Linie des Propstes Aild Beninga war Hofrichter Folkmar Eger Beninga (1670–1717). Seine beiden Erbtöchter wurden von zwei Brüdern der Familie Lantzius geehelicht, die sich von da an Lantzius-Beninga nannten und für ihre Familie durch die Verbindung zur Familie Beninga die Zugehörigkeit zum Ostfriesischen Ritterstand forderten. Dagegen klagte die Ritterschaft. Das Ergebnis der Prozesse war, dass die Lantzius-Beninga den Namen und das Wappen der Beninga führen durften, nicht aber zur Ritterschaft und zum Adel gehörten. Beatrix Dorothea Beninga hatte in ihre Ehe mit Erhard Thomas Lantzius (1712–1780) die Osterburg in Dornum eingebracht. Nach dem Tod ihres gemeinsamen Sohnes Eger Carl Christian Lantzius-Beninga (1744–1798) verlor die Dornumer Burg ihren Status als Rittersitz und wurde verkauft. Die Lantzius-Beninga nahmen Sitz in dem von Eger Carl Christians Frau Isabella Kettwig mit in die Ehe gebrachten Gut Stikelkamp, das ihnen bis 1971 gehörte. Die Lantzius-Beninga kauften 1788 die nahe gelegene Moorsiedlung Louwermans Vehn, die so ihren Namen Lantzius-Beningafehn, heute Beningafehn, erhielt.

### Beninga zu Upleward

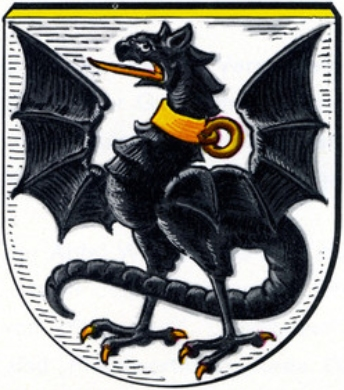
Wappen der Beninga zu Upleward (des Stammes Tidena)

Die Burg Upleward gehörte dem 1469 erwähnten Ubbo Tidena, der Hebrich Beninga von Grimersum heiratete. Ihre Nachkommen trugen fortan den Beinamen Beninga, obwohl sie keine Beninga im Mannesstamm waren. Nach dem Tod des letzten Nachkommen des Uplewarder Geschlechts, Tido Beninga, erbte Wilhelm zu Inn- und Knyphausen Burg und Herrschaft Upleward um 1600; der spätere Besitz der Freiherrn von Bremervörde wurde jedoch 1782 abgebrochen.

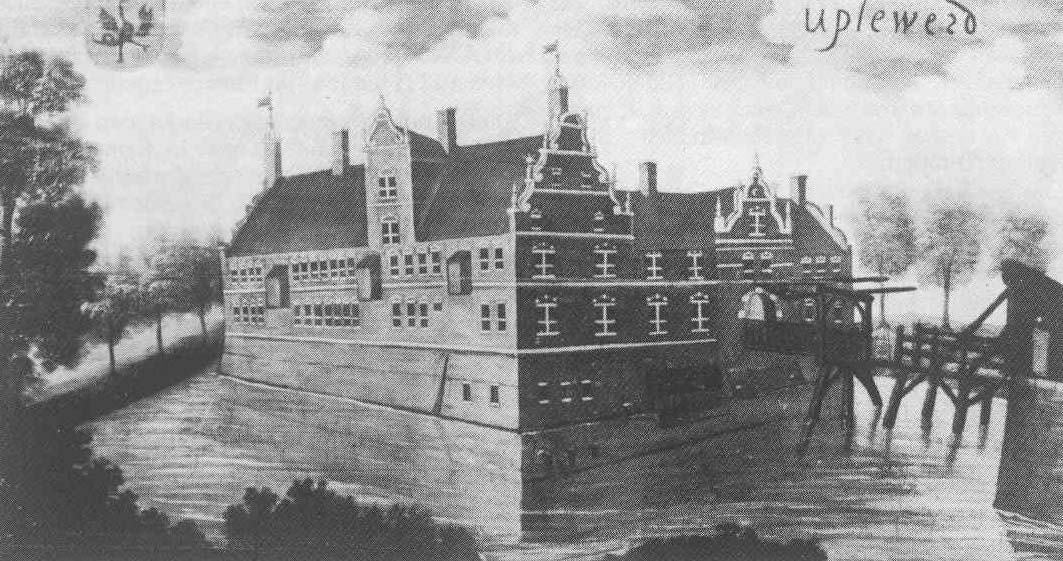
Die Burg Upleward

## Wappen
Das Wappen der Familie Beninga zu Grimersum war ein silberner Löwe auf rotem Grund. Helmzier: eine silberne Lilie. Das Wappen hielt Einzug in das der früher selbstständigen Gemeinde Arle sowie in das Wappen Loppersums und Wirdums.
Die Nachfahren Imel Allenas, die sich weiterhin Beninga, Häuptlinge zu Grimersum, nannten, übernahmen das Wappen der Allena: in Blau ein goldener Adler. Helmzier: ein goldener Adlerkopf.
Das Wappen der Beninga zu Upleward, ebenfalls friesische Häuptlinge, die im Mannesstamm der Häuptlingsfamilie Tidena entstammten, ist davon zu unterscheiden; es zeigt im silbernen Schild einen schwarzen Drachen mit ausgebreiteten Flügeln (und goldenem Halsring); auf dem Helm mit schwarz-silbernen Decken der Drache (wachsend). Das Wappenbild der im Mannesstamm erloschenen Beninga zu Upleward fand Eingang in das mehrfeldrige Wappen des freiherrlichen, gräflichen und fürstlichen Hauses Innhausen und Knyphausen.

## Bekannte Familienangehörige
- Bojung Scato Georg Lantzius-Beninga (1815–1871), Botaniker
- Carl Christian Rudolph Lantzius-Beninga (1802–1893), Jurist und Politiker
- Eberhard Lantzius-Beninga (1808–1902), ostfriesischer Oberförster und preußischer Landtagsabgeordneter
- Eggerik Beninga (1490–1562), Drost von Leerort
- Johann August Beninga-Kettler (1798–1837), Jurist und hannoverscher Landtagsabgeordneter